# Passages
Passages je francouzský hraný film z roku 2023, který režíroval Ira Sachs. Snímek měl světovou premiéru na filmovém festivalu Sundance dne 23. ledna 2023.

## Synopse
Thomas je německý režisér, který žije již patnáct let s anglickým tiskařem Martinem.  Thomas si jednoho dne začne vztah s učitelkou Agathou. Martin začne vztah se spisovatelem Amadem. Ani jeden z nich ale nedokáže původní vztah ukončit.

## Obsazení
| Franz Rogowski       | Tomas               |
| Ben Whishaw          | Martin              |
| Adèle Exarchopoulos  | Agathe              |
| Erwan Kepoa Falé     | Amad                |
| Théo Cholbi          | Jérémie             |
| William Nadylam      | Clément             |
| Caroline Chaniolleau | Edith, matka Agathy |
| Olivier Rabourdin    | otec Agathy         |

## Uvedení na festivalech
- Filmový festival Sundance: výběr mimo soutěž
- Berlinale: výběr v sekci Panorama